# Aphis rubiae
Aphis rubiae är en insektsart. Aphis rubiae ingår i släktet Aphis och familjen långrörsbladlöss. Inga underarter finns listade i Catalogue of Life.